# Teatro Municipal Rubem Braga

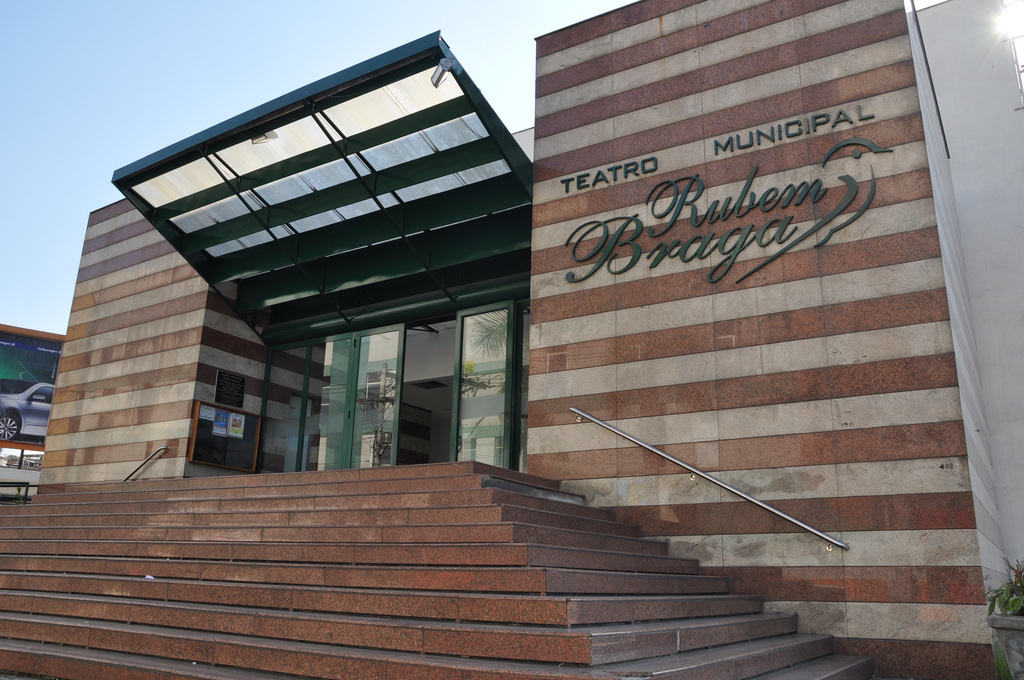
Fachada do Teatro Municipal Rubem Braga.

O Teatro Municipal Rubem Braga foi inaugurado pela prefeitura de Cachoeiro de Itapemirim, Espírito Santo em 28 de abril de 2000.
Com capacidade para 292 pessoas, constitui-se em um espaço para apresentações teatrais, danças, shows e cinema. O seu nome é uma homenagem ao grande cronista cachoeirense Rubem Braga.